# Colin Montgomerie
Colin Stuart Montgomerie (Glasgow, 23 juni 1963) is een golfprofessional.
Hoewel hij in Schotland werd geboren, groeide Montgomerie op in Yorkshire, waar zijn vader directeur van een bedrijf was. Daarna ging hij naar de Houston Baptist University.

## Amateur
Montgomerie zat van 1983-1987 in de nationale selectie.

#### Gewonnen
- 1985: Schots Amateur Kampioenschap (strokeplay)
- 1987: Schots Amateur Kampioenschap

#### Teams
- Walker Cup: 1985, 1987
- Eisenhower Trophy: 1984, 1986
- St Andrews Trophy: 1986 (winnaars)

## Professional
De Schot, die de bijnaam Monty heeft, werd in 1987 professional. Hij is dat jaar voor de eerste en laatste keer naar de Tourschool gegaan, en heeft altijd zijn spelerskaart behouden. Hij heeft de ranglijst van de Europese Tour acht maal aangevoerd en is als beste prestatie in vijf Major Championships tweede geëindigd. Door deze prestaties wordt Montgomerie algemeen beschouwd als de beste golfer in het circuit die nog nooit een "major title" gewonnen heeft.
In 1993 won hij het Dutch Open op de Noordwijkse Golfclub.

#### Gewonnen
Europese Tour
- 1989: Portuguese Open TPC
- 1991: Scandinavian Masters
- 1993: Heineken Dutch Open, Volvo Masters
- 1994: Volvo German Open, Murphy's English Open, Peugeot Open de España
- 1995: Trophée Lancôme, Volvo German Open
- 1996: Canon European Masters, Murphy's Irish Open, Dubai Desert Classic
- 1997: Murphy's Irish Open, Compaq European Grand Prix, Great North Open, World Cup (individueel)
- 1998: Linde German Masters, One 2 One British Masters, Volvo PGA Championship
- 1999: Benson & Hedges International Open, Volvo PGA Championship, Standard Life Loch Lomond, Volvo Scandinavian Masters, BMW International Open
- 2000: Volvo PGA Championship, Novotel Perrier Open de France
- 2001: Murphy's Irish Open, Volvo Scandinavian Masters
- 2002:  Volvo Masters Andalucia
- 2004: Caltex Masters presented by Carlsberg
- 2005: Dunhill Links Championship
- 2006: UBS Hong Kong Open
- 2007: Smurfit Kappa European Open

Matchplay
- 1997:  Anderson World Championship of Golf ([1], voorganger van het WGC - Matchplay)
- 1999: Cisco World Match Play Championship

Senior Tour
- 2013: Travis Perkins plc Senior Masters
- 2014: US Senior PGA Kampioenschap, US Senior Open, Travis Perkins Masters, Russian Open Golf Championship
- 2015: US Senior PGA Kampioenschap, Travis Perkins Masters, MCB Tour Championship

Champions Tour
- 2014: US Senior PGA Kampioenschap, US Senior Open
- 2015: US Senior PGA Kampioenschap

Anders
- 1996 Nedbank Million Dollar Challenge (RSA)
- 1997 King Hassan II Trophy (MOR)
- 2000 Skins Game (USA)
- 2001 Ericsson Masters (AUS)
- 2002 TCL Classic (CHINA)
- 2003 Macau Open (CHINA)

#### Teams
Voorts is Montgomerie bekend om zijn uitzonderlijke record in de Ryder Cup, een intercontinentale strijd die om de twee jaar gehouden wordt tussen een golfteam uit Europa en Amerika, waaraan hij acht maal deelnam en in een individuele wedstrijd nog nooit verslagen is.
- Ryder Cup: 1991, 1993, 1995 (winnaars), 1997 (winnaars), 1999, 2002 (winnaars), 2004 (winnaars), 2006 (winnaars), 2010 (captain)
- Alfred Dunhill Cup: 1988, 1991, 1992, 1993, 1994, 1995 (winnaars), 1996, 1997, 1998, 2000
- World Cup: 1988, 1991, 1992, 1993, 1997 (individueel winnaar), 1998, 1999, 2006, 2007 (winnaars), 2008
- Four Tours World Championship: 1991 (winnaars)
- Seve Trophy: 2000 (captain), 2002 (captain)
- The Royal Trophy: 2010 (n.p captain) , 2011 (n.p. captain)

## Golfbaanarchitect
Eind 2008 opent hij in Antalya de eerste golfbaan die hij heeft ontworpen, ' The Montgomerie' van de Papillon Golf Club. 

Montgomerie is de ontwerper van The Dutch, de nieuwe golfbaan (in Spijk bij Gorinchem).
- 1999: Celtic Manor Resort - The Montgomerie Course
- 2008: Papillon Golf Club in Antalya, Turkije, aan de Middellandse Zee
- 2008: Royal Golf Club - The Academy Course en The Montgomerie Course, in Bahrain
- 2009: The Montgomerie Links, een 18 holesbaan in Đà Nẵng, Vietnam, aan de Zuid-Chinese Zee
- 200?: Pantai Lagenda Golf & Country Club in Pahang
- 2011: The Montgomerie Maxx Royal in Belek

## Stichting Elizabeth Montgomerie
In 1991 is de moeder van Colin Montgomerie aan longkanker overleden. Ter nagedachtenis aan haar heeft hij in 2007 'The Elizabeth Montgomerie Foundation' opgericht, die onderzoek naar kanker gaat doen, vooral in Schotland, en in Glasgow een centrum gaat oprichten ter ondersteuning van patiënten en hun gezinnen.

## Onderscheiding
In november 1998 werd hij op Buckingham Palace door Koningin Elizabeth onderscheiden met de benoeming tot Lid in de Orde van het Britse Rijk. Op Nieuwjaarsdag 2005 werd bekendgemaakt dat hij was bevorderd tot Officier in dezelfde orde. 
Montgomerie heeft inmiddels twee boeken geschreven, eerst een autobiografie, en in 2003 'The Thinking Man's Guide to Golf'. Monty staat erom bekend dat hij niet elke dag uren oefent op de drivingrange, maar zijn succes dankt aan zijn 'course management', dat wil zeggen de verstandige manier van spelen.
- Gemeinsame Normdatei: 173946399
- International Standard Name Identifier: 0000 0003 8241 2422
- Library of Congress Control Number: nb2002066593
- Nationale Bibliotheek van Tsjechië: mzk2006348825
- Virtual International Authority File: 264931531
- WorldCat: E39PBJqfG4HChM9yvF88t84wmd